# شش نفر
شش نفر (لهستانی: Szóstka) یک مجموعهٔ تلویزیونی درام پزشکی لهستانی است که در سال ۲۰۱۹ منتشر شد.

## گزیدهٔ بازیگران
- گابریلا موسکاوا
- گژگوش دامینتسکی
- یولیا ویشینسکا
- سواوومیر اوژخوفسکی
- مارچین بوساک
- ماریان جنجل
- آگنیشکا پیلاشفسکا
- اوا ژنتک
- کاتاژینا هرمان
- اوا کائیم
- گراژینا بارشچفسکا
- باربارا کوژای
- رادوسواف کشیژوفسکی
- شیمون پیوتر وارشافسکی
- ماتئوش روشین